# Lily Broberg
Lily Broberg (* 19. September 1923 in Randers; † 30. Juli 1989 in Frederiksberg) war eine dänische Schauspielerin.

## Leben und Werk
Lily Broberg war die Tochter von Johannes Broberg († 1962) und seiner Frau Karen Christensen (1892–1977). Sie wuchs in Randers auf.
Sie absolvierte ihre Schauspielausbildung von 1939 bis 1943 an der Eleveskole des Königlichen Theaters Kopenhagen, wo sie auch ihr Bühnendebüt als Darstellerin hatte. Sie trat in zahlreichen Theaterstücken, Varieté-Shows und Musicals auf. Neben vielen namhaften Theatern, wie dem Aarhus Teater oder dem Theater Helsingør, trat sie im Laufe ihrer Karriere auch an verschiedenen, kleinen Provinztheatern auf.
Sie wirkte von 1941 bis 1987 in mehr als 110 dänischen Filmen und in einigen Fernsehserien mit, so unter anderem auch in einer Hauptrolle in der beliebten Serie Die Leute von Korsbaek. Sie führte zudem die Regie bei fünf Spielfilmen. Im Jahr 1980 wurde sie mit dem Dannebrogorden ausgezeichnet.
Im Jahr 1987 beendete Broberg ihre Film- und Theaterlaufbahn aufgrund einer Thrombose-Erkrankung. Lily Broberg war dreimal verheiratet und hatte aus ihrer ersten Ehe eine Tochter und einen Sohn. Sie starb am 30. Juli 1989 im Alter von 65 Jahren. Ihre Grabstätte befindet sich auf dem Frederiksberg-Ældre-Kirkegård.

## Filmografie (Auswahl)
- 1944: Bedstemor går amok
- 1944: Lev livet let
- 1950: Die roten Pferde (De røde heste)
- 1956: Færgekroen
- 1957: Der var engang en gade
- 1957: Tag til marked i Fjordby
- 1958: Rivalen in 6 Nächten (Seksdagesløbet)
- 1958: Pigen og vandpytten
- 1961: Harry und sein Kammerdiener (Harry og kammertjeneren)
- 1965: Siebzehn – Vier Mädchen machen einen Mann (Sytten)
- 1966: Das Mädchen und das Traumschloß (Pigen og drømmeslottet)
- 1971: The Woolen Stocking Peddler
- 1973: The Torndal Cousins
- 1977: Going for Broke
- 1987: Sidste akt